# Danaphryne nigrifilis
Danaphryne nigrifilis är en fiskart som först beskrevs av Regan och Ethelwynn Trewavas 1932.  Danaphryne nigrifilis ingår i släktet Danaphryne och familjen Oneirodidae. Inga underarter finns listade i Catalogue of Life.